# John Browne (Politiker, 1948)
John Browne (irisch Seán de Brún; * 1. August 1948 in Marshalstown, County Wexford, Irland) ist ein irischer Politiker der Fianna Fáil (FF), der zwischen 1982 und 2016 Mitglied des Dáil Éireann war, des Unterhauses des Parlaments (Oireachtas) der Republik Irland. Er bekleidete zudem zahlreiche Posten als Staatsminister (Aire Stáit) in verschiedenen Regierungen. John Browne ist der Vater von James Browne und der Neffe von Seán Browne, beide ebenfalls Politiker. 

## Leben
John Browne wuchs im nördlichen County Wexford auf und besuchte die Christian Brothers School in Enniscorthy. Er arbeitete zunächst als Verkäufer und Lastwagenfahrer einer Mineralölfirma. Recht erfolgreich spielte er auch Hurling. 
1979 zog er in den Wexford County Council ein. 
Bei den Wahlen zum Dáil Éireann im November 1982 wurde er im Wahlkreis Wexford erstmals zum Mitglied des Dáil Éireann gewählt, des Unterhauses des Parlaments (Oireachtas), und blieb bei allen weiteren Wahlen erfolgreich. Erst 2016 legte er sein Mandat und seine Ämter nieder und zog sich aus der Politik zurück. 
Am 13. Februar 1992 wurde er zum Staatsminister im Landwirtschaftsministerium mit dem Aufgabenbereich der Nahrungsmittelindustrie unter Regierungschef Albert Reynolds ernannt. In der zweiten Regierung Reynolds wurde er am 14. Januar 1993 zum Staatsminister im Umweltministerium mit dem Aufgabenbereich Umweltschutz.
Von 1998 bis 2002 war Browne Teil der irischen Delegation in der parlamentarischen Versammlung des Europarates.
Nach der Bildung der zweiten Regierung Ahern übernahm er am 19. Juni 2002 den Posten als Staatsminister für marine Angelegenheiten im Kommunikationsministerium (Department of Communications, Marine and Natural Resources) und bekleidete diesen bis zum 29. September 2004. Im Zuge einer Regierungsumbildung wurde er anschließend am 29. September 2004 Staatsminister im Landwirtschaftsministerium für die Forsten Bertie Ahern sowie zugleich Staatsminister im Außenministerium und hatte diese beiden Regierungsposten bis zum 14. Februar 2006 inne, um dann erneut wieder den Staatsministerposten für marine Angelegenheiten im Kommunikationsministerium vom 14. Juni 2007 auszuüben. In der Regierung Ahern III bekleidete er dann den Posten des Staatsministers für Fischerei im Landwirtschaftsministerium vom 20. Juni 2007 bis zum 7. Mai 2008. 
Verheiratet ist er mit Judy Doyle, mit der er vier Kinder hat.